# Stina Segerström
Stina Segerström (* 17. Juni 1982 in Vintrosa) ist eine ehemalige schwedische Fußballspielerin. Sie spielte für Kopparbergs/Göteborg FC, deren Mannschaftskapitänin sie war.
In der schwedischen Nationalmannschaft spielte sie als Verteidigerin und erreichte mit ihrer Mannschaft das Viertelfinale bei der Europameisterschaft in Finnland. Für die WM in Deutschland wurde sie nicht nominiert. Segerström wurde als Ersatzspielerin für den schwedischen Kader für die Olympischen Spiele 2012 nominiert. 2013 gehörte sie zum schwedischen Kader bei der EM-Endrunde, kam aber zu keinem Einsatz. 2015 beendete sie ihre aktive Karriere und trainierte 2021 die Schwedische U23-Frauennationalmannschaft.

## Vereinsfußball
- Örebro SK (Heimatverein)
- KIF Örebro (2000–2008)
- Kopparbergs/Göteborg FC (2009–2014)

## Nationalmannschaft
- 14 U-21-Länderspiele
- 57 Länderspiele